# Арушська декларація
Арушська декларація та політика ТАНУ щодо соціалізму та самостійності (англ. The Arusha Declaration and TANU’s Policy on Socialism and Self Reliance, суахілі Azimio la Arusha) – програмний документ партії Африканського національного союзу Танганьїки (ТАНУ) та його наступниці Чама Ча Мапіндузі, оголошений президентом Танзанії Джуліусом Ньєрере у 1967 році. Вважається найвизначнішим політичним документом Танзанії щодо африканського соціалізму – «уджамаа» (сімейства). 
Декларація була прийнята 27 січня 1967 р. пленумом Національного виконкому ТАНУ в місті Аруша та затверджена 4 березня 1967 р. на спеціальній конференції ТАНУ в Дар-ес-Саламе.

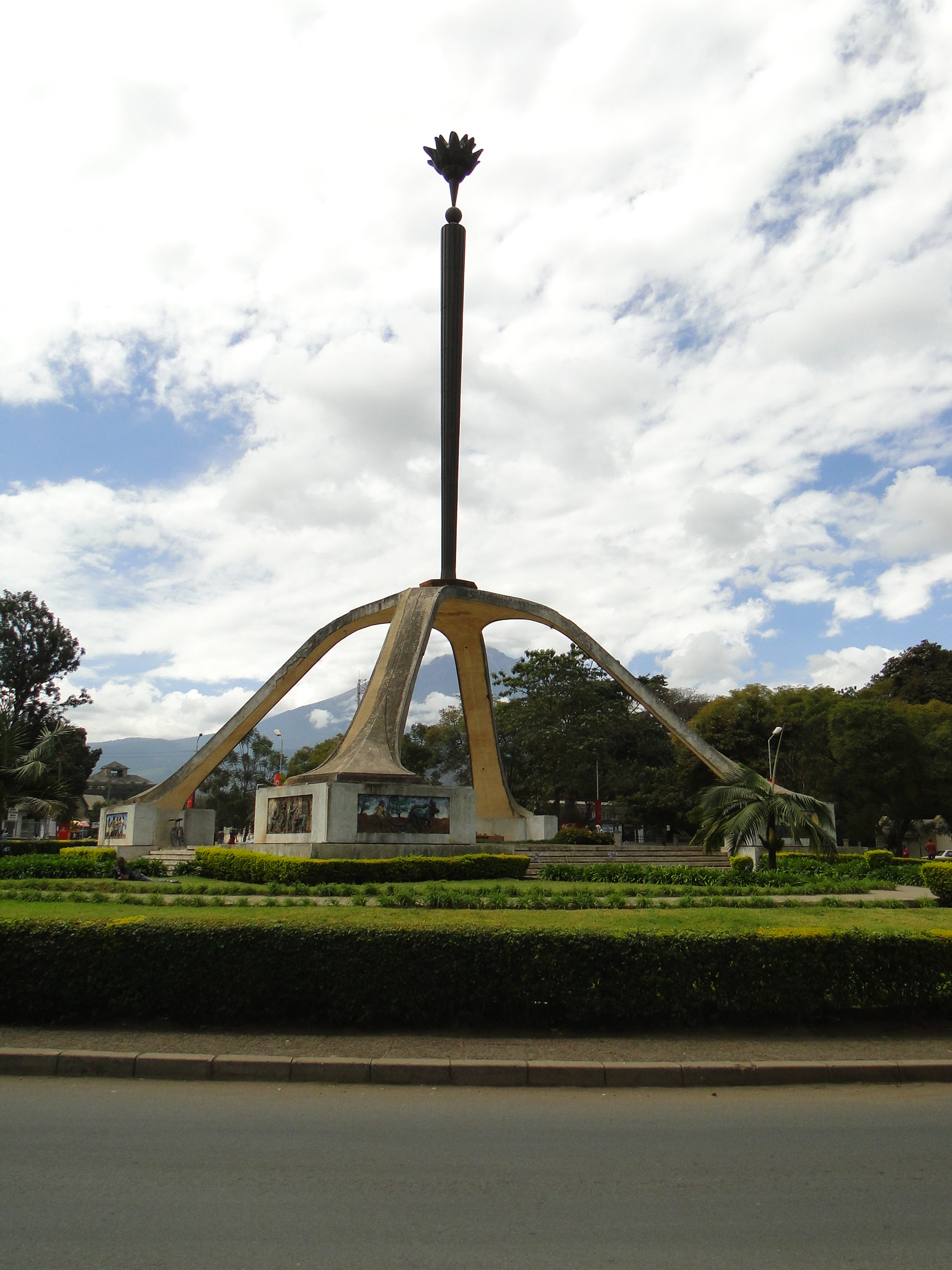
Пам'ятник Арушській декларації, збудований в м. Аруша (Танзанія) 1977 року з нагоди 10 річниці декларації

### Передумови
Під час Першої світової війни територія Танганьїки була зайнята Великою Британією і відійшла до неї відповідно до Версальського договору. З 22 липня 1922 року це була мандатна територія Ліги Націй під управлінням Великої Британії, а з 11 грудня 1946 року – підопічна територія ООН з тим самим статусом. 
Водночас, у 1954 році Джуліус Ньєрєрє заснував політичну організацію – Африканський національний союз Танганьїки (ТАНУ), який перетворився в одну з найбільших організацій Африки, яка боролась за незалежність. І вже у 1958 році ТАНУ отримали переконливу перемогу на виборах до місцевих органів законодавчої влади. Після проголошення незалежності у 1961 році Джуліус Ньєрєрє став першим президентом країни. 
26 квітня 1964 року Танганьїка та Занзібар утворили Об’єднану Республіку Танганьїка та Занзібар, яка була переіменована на Об’єднану Республіку Танзанія 29 жовтня 1964 року. У 1965 році на однопартійних виборах Ньєрєрє повернувся до влади. 
Хоча Танзанія отримувала щедру допомогу іноземних держав, Джуліус Ньєрєрє прагнув переконати своїх земляків в необхідності максимальної самостійності. Політична свобода, наполягав він, була марною, якщо країну потрібно поневолити іноземними інвесторами. Його погляди і були сформульовані в декларації Аруша від 5 лютого 1967 р., яка висувала політику «уджамаа» (сімейства) та закликала до соціалізму та самостійності. 

### Короткий зміст
Арушська декларація складається з п’яти частин: Символ віри ТАНУ; Політика соціалізму; Політика самостійності; членство в ТАНУ; і Арушська резолюція. 
В основі декларації лежить концепція соціалізму «уджамаа» – це унікальна модель розвитку суспільства, побудована на вільних аграрних об’єднаннях громад. Ці громади (уджамаа), хоча часто і визначаються як кооперативи або колгоспи, але, по суті, не є повним еквівалентом колективних господарств в розвинених країнах, а зберігають традиційні примітивні господарські відносини.
Проголошувались принципи соціалізму, заснованого на рівності, політичних свободах та економічній справедливості. Декларація підкреслювала самовіддачу, ощадливість та самозречення. У документі зазначалося, що кожен в державі, незалежно від фактичної діяльності, є робітником і що всі засоби виробництва будуть націоналізовані для людей. Метою державного втручання в економіку визнавалося запобігання експлуатації людини людиною і накопичення в приватних руках багатств, несумісних з побудовою безкласового суспільства. Зокрема, в Танзанії було проведено націоналізацію іноземних банків, промислових і торгових підприємств, зовнішньоторгових організацій, сільськогосподарських плантацій, які належали іноземним інвесторам.

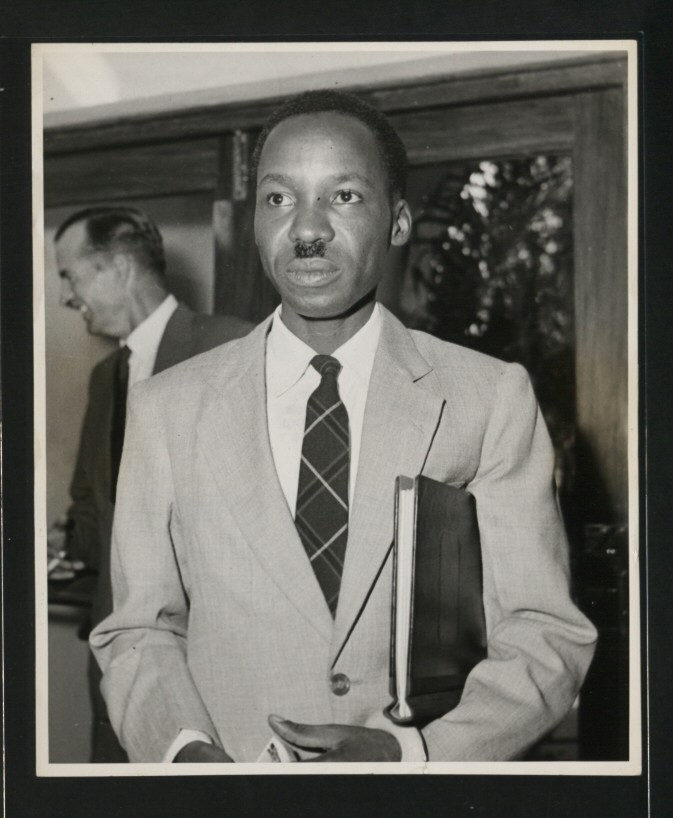
Джуліус Ньєрєрє - перший президент Танзанії, 1960.

Декларація також містила Кодекс про лідерство для сприяння рівності серед усіх громадян Танзанії. Цей кодекс був однією з численних спроб запобігти можливості партійним лідерам формувати привілейовані експлуататорські групи. 
Арушська декларація в цілому прагнула зменшити нерівність доходів серед усіх громадян та спрямувати зусилля на розвиток у напрямку сільської місцевості. Декларація проголошувала війну проти бідності та утиску.

### Структура
Частина перша Арушської декларації викладає принципи соціалізму і роль уряду. Зокрема, в ній йдеться:
1. Що всі людські істоти рівні;
2. Що кожна людина має право на гідність і повагу;
3. Що кожен громадянин є невід'ємною частиною нації і має право брати рівну участь в уряді на місцевому, регіональному та національному рівні;
4. Що кожен громадянин володіє свободою вираження думок, пересування, віросповідання і союзів в рамках закону;
5. Що кожна людина має право отримувати від суспільства захист свого життя і майна відповідно до закону;
6. Що кожен громадянин має право на отримання справедливої компенсації за свою працю;
7. Що всі громадяни спільно володіють усіма природними ресурсами країни заради своїх нащадків
8. Що з метою забезпечення економічної справедливості держава повинна мати ефективний контроль над основними засобами виробництва;
9. Що держава зобов'язана активно втручатися в економічне життя країни для того, щоб забезпечити благополуччя всіх громадян і з метою запобігання експлуатації однієї людини іншою або однієї групи іншою, а також запобігання накопичення в приватних руках багатств, несумісних з побудовою безкласового суспільства.[3]

Арушська декларація проголошувала такі цілі:
1. Зміцнити і підтримувати незалежність країни і свободу свого народу;
2. Захистити гідність людини відповідно до Загальної декларації прав людини;
3. Забезпечити, щоб країна управлялася демократичним соціалістичним урядом народу;
4. Співпрацювати з усіма політичними партіями в Африці, залученими в боротьбу за звільнення всієї Африки
5. Гарантувати, що держава мобілізує ресурси країни для ліквідації бідності, невігластва і хвороб;
6. Гарантувати, що держава активно сприяє формуванню і підтриманню кооперативних організацій;
7. Гарантувати, що держава безпосередньо бере участь в економічному розвитку країни;
8. Гарантувати, що держава забезпечує рівні можливості для всіх чоловіків і жінок незалежно від раси, релігії або матеріального стану;
9. Гарантувати, що держава викорінює всі види експлуатації, залякування, дискримінації, хабарництва і корупції;
10. Гарантувати, що держава здійснює ефективний контроль над основними засобами виробництва і проводить політику, яка прокладе шлях до колективної власності на ресурси країни;
11. Гарантувати, що держава співпрацює з іншими державами в Африці в наближенні африканської єдності;
12. Гарантувати, що уряд працює не покладаючи рук на благо миру і безпеки в рамках Організації Об'єднаних Націй.[3]

Частина друга Арушської декларації зупиняється на ключових аспектах соціалізму, включаючи достойну оплату праці. Вона заявляє, що керівництво і контроль над основними ресурсами, послугами і урядом повинні належати робітничому класу. В «істинно соціалістичній державі жодна людина не експлуатує іншого, але всі, хто можуть працювати ... отримує свій дохід за його [або її] працю». «Основні засоби виробництва», які ТАНУ визначила як ті ресурси і блага, від яких залежить велика частина населення і галузей народного господарства, повинні перебувати в руках робітничого класу. З цього випливає, що важливою складовою соціалізму є демократично обраний уряд народу. Політика соціалізму, за твердженням декларації, «може бути реалізована тільки людьми, які твердо вірять в свої принципи і готові застосовувати їх на практиці», а також «слідувати принципам соціалізму в своєму повсякденному житті».

Сучасна карта Танзанії.

Частина третя Арушської декларації проголошує важливість національної самостійності і обговорює шлях розвитку країни. Наполягаючи, що «бідняк не використовує гроші як зброю», Арушска декларація відкидає спроби «подолати нашу економічну слабкість за допомогою зброї економічно сильних». Вона стверджує, що ніяких грошей, якби вони були отримані через оподаткування, іноземну допомогу або приватні інвестиції, ніколи не буде достатньо для досягнення цілей розвитку і потреб народу в незалежності. На противагу цьому, декларація свідчить, що «розвиток країни забезпечують люди, а не гроші. Гроші і багатства є результатом, а не основою розвитку». Таким чином, політика опори на власні сили передбачає ефективне використання людських і матеріальних ресурсів країни для побудови соціалізму і відводить іноземній допомозі роль допоміжного фактора в економічному розвитку країни.
Частина четверта Арушської декларації підкреслює важливість зобов'язань партійного керівництва принципам і цілям ТАНУ, яка «перш за все є партією робітників і селян». Членам правлячої партії заборонялося володіти цінними паперами та акціями підприємств, отримувати більше однієї зарплати або мати у власності більше одного будинку; їм пропонувалася крайня економія щодо особистого споживання і визнання рушійною силою суспільства морально-етичне вдосконалення людей.

### Наслідки
Арушська декларація стала однією з найважливіших політичних та економічних програм в історії Танзанії. Вона офіційно окреслила те, яким чином можна мобілізувати ресурси для розвитку країни. Усі ці зміни, мотивовані декларацією, були спрямовані на створення більш самостійного суспільства.
Однак, незважаючи на її цілі, декларація не породила очікуваного розвитку, а фактично посилила хабарництво та побори, оскільки державні монополії, створені внаслідок націоналізації економіки, зростали більш потужно. На початку 1970-х років багато фермерів Танзанії чинили опір захопленню їх земель урядовими кооперативами. Коли операція "Додома" в 1974 р. закликала до колективізації всього сільського господарства в країні, фермери виступали проти цього. Внаслідок таких проблем, Арушська декларація була відкинута урядом Танзанії в 1975 році.